# Кошта да Сул
Клубе де Деспортуш Кошта да Сул або просто Кошта да Сул (порт. Clube de Desportos da Costa do Sol) — професіональний мозамбіцький футбольний клуб з міста Мапуту.

## Історія клубу
Клуб був заснований в 1955 році під назвою «Спорт Лоренсу-Маркіш е Бенфіка», але в 1976 році, після того, як Мозамбік отримав незалежність, став називатися «Спорт Мапуту е Бенфіка» та використовував цю назву до 1978 року, коли вона змінилася на «Клубе де Деспортуш Коста ду Сол», цю назву клуб носить і зараз.
Через майки жовтого кольору команду та її гравців іноді називають «Canarinhos», «Канарки». «Кошта да Сул» виграв свій перший чемпіонат Мозамбіку в 1979 році. До 2007 року було завойовано ще сім чемпіонських титулів та десять Кубків Мозамбіку.

## Стадіон
Клуб грає свої домашні матчі на стадіоні «Ештадіу ду Кошта да Сул», який вміщує 10000 вболівальників.

## Досягнення
- Чемпіонат Мозамбіку з футболу:
  -  Чемпіон (10):  1979, 1980, 1991, 1992, 1993, 1994, 2000, 2001, 2007, 2019
  -  Срібний призер (6): 1978, 1997, 1998/99, 2003, 2005, 2015
  -  Бронзовий призер (8): 1977, 1989, 1996, 2002, 2006, 2009, 2012, 2024

- Кубок Мозамбіку з футболу:
  -  Володар (11): 1980, 1983, 1988, 1992, 1993, 1995, 1997, 1999, 2000, 2002, 2007;
  -  Фіналіст (4): 1981, 2005, 2009, 2012

- Суперкубок Мозамбіку з футболу:
  -  Володар (5): 2000, 2001, 2002, 2003, 2008;
  -  Фіналіст (2): 1992, 2010.

## Статистика виступів у національних чемпіонатах
| Сезон     | Д1   | Пунктів | Ігор | Пер. | Ніч. | Пор. | З. М. | П. М. | Різн. |
| --------- | ---- | ------- | ---- | ---- | ---- | ---- | ----- | ----- | ----- |
| 2008      | …    | …       | …    | …    | …    | …    | …     | …     | …     |
| 2007      | 1-ше | 57      | 26   | 16   | 9    | 1    | 37    | 12    | +25   |
| 2006      | 3-тє | 35      | 22   | 9    | 8    | 5    | 17    | 9     | +8    |
| 2005      | 2-ге | 41      | 22   | 12   | 5    | 5    | 24    | 10    | +14   |
| 2004      | 8-ме | 25      | 22   | 5    | 10   | 7    | 15    | 16    | -1    |
| 2003      | 2-ге | 43      | 22   | 12   | 7    | 3    | 41    | 14    | +27   |
| 2002      | 3-тє | 43      | 22   | 12   | 7    | 3    | 43    | 16    | +27   |
| 2000-2001 | 1-ше | 45      | 22   | 12   | 9    | 1    | 42    | 11    | +31   |
| 1999-2000 | 1-ше | 51      | 22   | 15   | 6    | 1    | 45    | 8     | +37   |
| 1998-1999 | 2-ге | 23      | 10   | 7    | 2    | 1    | 27    | 6     | +21   |

## Статистика виступів на континентальних турнірах
| Сезон | Турнір                       | Раунд         | Клуб                  | Вдома | На виїзді | Загалом        |
| ----- | ---------------------------- | ------------- | --------------------- | ----- | --------- | -------------- |
| 1980  | Кубок африканських чемпіонів | 1             | АС Біліма             | 0-0   | 1-3       | 1-3            |
| 1981  | Кубок африканських чемпіонів | 1             | МММ Таматав           | 2-0   | 4-2       | 6-2            |
| 1981  | Кубок африканських чемпіонів | 2             | Нчанга Рейнджерс      | 1-3   | 1-3       | 2-6            |
| 1984  | Кубок володарів кубків КАФ   | 1             | Вілла СК              | 0-2   | 1-0       | 1-2            |
| 1989  | Кубок володарів кубків КАФ   | 1             | Коустал Юніон         | 2-0   | 3-2       | 5-2            |
| 1989  | Кубок володарів кубків КАФ   | 2             | Гор Маія              | 1-2   | 0-0       | 1-2            |
| 1992  | Кубок африканських чемпіонів | 1             | АС Інтер Стар         | 3-0   | 0-2       | 3-2            |
| 1992  | Кубок африканських чемпіонів | 2             | Асанте Котоко         | 1-2   | 1-2       | 2-4            |
| 1993  | Кубок африканських чемпіонів | Попередній    | Рамблерс              | 2-1   | 0-0       | 2-1            |
| 1993  | Кубок африканських чемпіонів | 1             | Біломбе               | т.п.1 | т.п.1     | т.п.1          |
| 1993  | Кубок африканських чемпіонів | 2             | АСЕК Мімосас          | 1-1   | 0-2       | 1-3            |
| 1994  | Кубок африканських чемпіонів | 1             | ЖС Сен-П'єрро         | 2-0   | 2-3       | 4-3            |
| 1994  | Кубок африканських чемпіонів | 2             | Нкана Ред Девілс      | 1-0   | 0-2       | 1-2            |
| 1995  | Кубок африканських чемпіонів | 1             | Файр Брігейд          | 1-0   | 0-3       | 1-3            |
| 1996  | Кубок володарів кубків КАФ   | 1             | Вітал'О               | 3-2   | 1-0       | 4-2            |
| 1996  | Кубок володарів кубків КАФ   | 2             | Аль-Мурада (Омдурман) | 3-0   | 4-3       | 7-3            |
| 1996  | Кубок володарів кубків КАФ   | 1/4 фіналу    | Канон (Яунде)         | 2-2   | 0-0       | 2-2 (в.г.)     |
| 1998  | Кубок володарів кубків КАФ   | 1             | Ельдорет              | 1-0   | 0-1       | 1-1 (4-2 пен.) |
| 1998  | Кубок володарів кубків КАФ   | 2             | Ред Сі                | 5-1   | 2-1       | 7-2            |
| 1998  | Кубок володарів кубків КАФ   | 1/4 фіналу    | Відад (Касабланка)    | 1-1   | 3-6       | 4-7            |
| 1999  | Ліга чемпіонів КАФ           | 1             | Мотема Пембе          | 0-1   | т.п.2     | 0-1            |
| 2000  | Кубок володарів кубків КАФ   | 1             | Суперспорт Юнайтед    | 1-1   | 1-2       | 2-3            |
| 2001  | Ліга чемпіонів КАФ           | 1             | Мамелоді Сандаунз     | 0-2   | 0-0       | 0-2            |
| 2002  | Ліга чемпіонів КАФ           | Попередній    | ФК «Принц Луї»        | 4-0   | 1-0       | 5-0            |
| 2002  | Ліга чемпіонів КАФ           | 1             | Хайландерс            | 2-0   | 0-1       | 2-1            |
| 2002  | Ліга чемпіонів КАФ           | 2             | СО л'Емірн            | 2-0   | 1-2       | 3-2            |
| 2002  | Ліга чемпіонів КАФ           | Груповий етап | Есперанс              | 0-1   | 1-4       | 4-те місце     |
| 2002  | Ліга чемпіонів КАФ           | Груповий етап | АСЕК Мімосас          | 0-2   | 0-7       | 4-те місце     |
| 2002  | Ліга чемпіонів КАФ           | Груповий етап | Замалек               | 0-2   | 0-3       | 4-те місце     |
| 2003  | Кубок володарів кубків КАФ   | 1             | Джомо Космос          | 1-0   | 3-0       | 4-0            |
| 2003  | Кубок володарів кубків КАФ   | 2             | ФК «Джуліус Бергер»   | 1-1   | 1-3       | 2-4            |
| 2008  | Ліга чемпіонів КАФ           | Попередній    | АЙЕСАІА               | 2-0   | 0-1       | 2-1            |
| 2008  | Ліга чемпіонів КАФ           | 1             | Дайнамоз              | 2-1   | 0-3       | 2-4            |
| 2010  | Кубок конфедерації КАФ       | Попередній    | Юніон Фламенго Сантос | 2-0   | 3-1       | 5-1            |
| 2010  | Кубок конфедерації КАФ       | 1             | Амал Атбара           | 3-2   | 2-4       | 5-6            |

1- УС Біломб покинув турнір.

2- Кошта да Сул не зіграв один з матчів та був дискваліфікований з розіграшу турніру.

## Відомі гравці
| - Жорже Мігел Морейра Ларрой Фернандеш - Андре Жозе Макаму - Жорже Жоакім Месса Вуланде - Жосимар Тіагу Машаїссі - Отшуді Лама - Сержіу Раїфі Мацолу | - Самуель Чапанга - Адіну Клодоалду Тчабана - Жоау Чіссану - Руї Евора Алвеш - Емануель Матола - Жозе Аугушту Длофу |